# Lenka Reinerová
Lenka Reinerová (Praga, 17 de mayo de 1916-Praga, 27 de junio de 2008) fue una escritora checa  que escribió siempre en alemán. 

## Vida
Reinerová creció en el seno de una familia judía. Su madre era bohemia de Saaz y su padre de Praga.
Trabajó como traductora, intérprete y editora de Arbeiter-Illustrierte-Zeitung hasta poco antes de que la Segunda Guerra Mundial estallase. Cuando las tropas nazis invadieron su país, Lenka Reinerová se encontraba de viaje en Rumanía y, tras hablar con su hermana que sí estaba en el país, decidió que no podía regresar por el momento para preservar su seguridad y se refugió en Francia. Desde allí viajó a Marruecos en 1938 y más tarde a México, junto al periodista y escritor Egon Erwin Kisch, donde vivió varios años, trabando amistad con Frida Kahlo, Diego Rivera y algunos artistas españoles exiliados en México.
Una vez finalizada la guerra, volvió a Checoslovaquia pero poco tiempo después fue encarcelada por el régimen comunista, experiencia que narró años más tarde en su novela Todos los colores del sol y de la noche (en alemán: Alle Farben der Sonne und der Nacht, 2004).  
Tras ser liberada, la desterraron a la provincia con su familia y no fue rehabilitada hasta 1964. Tras la Primavera de Praga se le prohibió publicar, fue expulsada del Partido y perdió su trabajo en una editorial.
Lenka Reinerová, la última escritora praguense que escribía en alemán, murió el 27 de junio de 2008 en Praga a los 92 años.

### Ediciones en español
- Lenka Reinerová (2009). Todos los colores del sol y de la noche. Libros del Asteroide. ISBN 978-84-92663-05-7. Archivado desde el original el 26 de marzo de 2010. Consultado el 8 de noviembre de 2009.
- Visita al lago de los cisnes, Xordica, 2023. Traducción de Virginia Maza. (ISBN 9788416461585)

## Premios
Entre otros premios, Lenka Reinerová recibió los siguientes galardones:
- En 1999, fue galardonada con el premio Schillering de la Fundación Schiller.
- En 2003, se le concedió la prestigiosa Medalla Goethe.